# Vitim
El riu Vitim (en buriat i mongol: Витим, Vitim; en evenki: Витым, Witym; iacut: Виитим, Viitim; rus: Вити́м, Vitim) és un dels principals afluents del Lena. Té una longitud de 1.978 km i una conca de 227.000 km². Passa per Buriàtia i l'óblast d'Irkutsk, a Rússia.

## Geografia
El Vitim neix a uns 100 km a l'est del llac Baikal, als vessants del mont Ikat, de la confluència dels rius Vitimkan i Txin. La font més llunyana està situada a uns 200 km al sud-oest de la ciutat de Bagdarine. El curs d'aigua descendeix la muntanya serpentejant a través de l'altiplà de Vitim; flueix primer cap al sud-oest, al llarg de les muntanyes Iàblonoi, i a continuació pren direcció nord a través de les muntanyes Stànovoi per arribar a ciutats com Kalakan, Muia, Bodaibó i finalment Vitim i Mama. Desemboca al riu Lena per la seva riba dreta, formant un delta a l'oest de la ciutat de Lensk.
El riu és navegable només a la seva part més baixa, des de la ciutat de Bodaibó fins al Lena.